# 2022년 KBO 포스트시즌
2022 신한은행 SOL KBO 포스트시즌은 2022년 10월 13일부터 11월 8일까지 실시됐다. 이번 포스트시즌은 지난 2년간 진행됐던 포스트시즌과는 다르게 시리즈 축소 및 고척돔 중립 경기가 사라졌으며, 2019년과 같은 방식으로 진행될 예정이다. 다만, 한국시리즈 5차전 장소는 2020년과 2021년 당시 진행됐던 방식대로 정규시즌 우승팀의 홈구장인 인천SSG랜더스필드에서 치러진다.

## 진출팀
2022년 포스트시즌에 진출한 팀은 SSG 랜더스, LG 트윈스, 키움 히어로즈, kt 위즈, KIA 타이거즈이다.
- SSG 랜더스

2019년 SK 와이번스 시절 이후 3년만에 포스트시즌 진출에 성공했다. 올해 정규 시즌 내내 1위를 놓치지 않으며 우승까지 한 '와이어 투 와이어' 우승을 하면서 2018 시즌 이후 4년만에 한국시리즈 진출에 성공했다.
- LG 트윈스

2019년부터 4년 연속으로 포스트시즌 진출에 성공했다. 이는 구단 역사상 최초이자, KBO 원년 6팀 중에서는 가장 늦은 기록이다. 2013년 시즌 이후 9년만에 정규 시즌 2위를 확정하며 플레이오프로 직행하게 됐다.
- 키움 히어로즈

2018년부터 5년 연속으로 포스트시즌 진출에 성공했다. 지난 2020, 2021 시즌에는 5위로 가을 야구에 진출하면서 와일드카드 결정전을 원정 경기로 치렀지만, 올해 포스트시즌은 kt 위즈에 시즌 상대 전적 우위로 인해 3위를 차지하게 됐고 준플레이오프부터 게임을 시작하게 됐다. 홈 어드밴티지 역시 확보하며 경기를 치르게 됐다.
- kt 위즈

2020년부터 3년 연속으로 포스트시즌 진출에 성공했다. 지난 2021 시즌 통합 우승팀이었지만, 올해 정규 시즌 최종전을 패배하면서 키움 히어로즈와의 상대 전적 열세로 인해 4위를 기록하며 와일드카드 결정전부터 가을 야구 일정을 시작하게 됐다.
- KIA 타이거즈

2018년 이후 4년만에 포스트시즌 진출에 성공했다. 올해 포스트시즌에 진출한 팀 중 유일하게 5할 미만의 승률로 진출했다.

## 대진표
|  | 와일드카드 결정전 | 와일드카드 결정전 | 와일드카드 결정전 |  |  | 준플레이오프 | 준플레이오프  | 준플레이오프 |  |  | 플레이오프 | 플레이오프    | 플레이오프 |  |  | 한국시리즈 | 한국시리즈    | 한국시리즈 |
|  |                   |                   |                   |  |  |              |               |              |  |  |            |               |            |  |  |            |               |            |
|  |                   |                   |                   |  |  |              |               |              |  |  |            |               |            |  |  | 1          | SSG 랜더스    | 4          |
|  |                   |                   |                   |  |  |              |               |              |  |  | 2          | LG 트윈스     | 1          |  |  | 3          | 키움 히어로즈 | 2          |
|  |                   |                   |                   |  |  | 3            | 키움 히어로즈 | 3            |  |  | 3          | 키움 히어로즈 | 3          |  |  |            |               |            |
|  | 4                 | kt 위즈           | 1                 |  |  | 4            | kt 위즈       | 2            |  |  |            |               |            |  |  |            |               |            |
|  | 5                 | KIA 타이거즈      | 0                 |  |  |              |               |              |  |  |            |               |            |  |  |            |               |            |

## 와일드카드 결정전

### 출장자 명단
| 팀           | 선수 명단 |
| kt 위즈      | - 감독 - 이강철 - 코치 - 김태균, 김강, 장재중, 박기혁, 김태한, 제춘모, 최만호, 김연훈, 조중근 - 투수 - 고영표, 김민, 이채호, 엄상백, 배제성, 김민수, 소형준, 심재민, 주권, 데스파이네, 벤자민, 박영현, 김재윤 - 포수 - 장성우, 김준태 - 내야수 - 심우준, 권동진, 오윤석, 박경수, 신본기, 황재균, 강백호, 박병호 - 외야수 - 홍현빈, 송민섭, 조용호, 문상철, 알포드, 배정대, 김민혁     |
| KIA 타이거즈 | - 감독 - 김종국 - 코치 - 진갑용, 이범호, 김상훈, 김민우, 최희섭, 이현곤, 조재영, 곽정철, 서재응 - 투수 - 임기영, 이준영, 한승혁, 박준표, 놀린, 파노니, 이의리, 장현식, 전상현, 김기훈, 양현종, 정해영 - 포수 - 한승택, 박동원, 신범수 - 내야수 - 박찬호, 김선빈, 김도영, 류지혁, 김규성, 최정용, 황대인 - 외야수 - 이우성, 김호령, 소크라테스, 최형우, 김석환, 나성범, 고종욱, 이창진 |

### 경기 기록
| 일시             | 경기  | 원정팀(선공) | 스코어 | 홈팀(후공) | 개최 구장      | 개시 시각 | 관중수          | 경기 MVP         |
| ---------------- | ----- | ------------ | ------ | ---------- | -------------- | --------- | --------------- | ---------------- |
| 10월 13일(목)    | 1차전 | KIA 타이거즈 | 2 - 6  | kt 위즈    | 수원KT위즈파크 | 18시 30분 | 17,600명 (매진) | 배정대 (kt 위즈) |
| 승리팀 : kt 위즈 |       |              |        |            |                |           |                 |                  |

### 1차전
2022년 10월 13일 - 수원KT위즈파크
| 팀                                                        | 1 | 2 | 3 | 4 | 5 | 6 | 7 | 8 | 9 | R | H | E | B |
| KIA 타이거즈                                              | 0 | 0 | 0 | 1 | 1 | 0 | 0 | 0 | 0 | 2 | 7 | 1 | 2 |
| KT 위즈 ◄                                                 | 0 | 0 | 3 | 0 | 0 | 0 | 0 | 3 | X | 6 | 7 | 1 | 6 |
| 승리 투수: 소형준 패전 투수: 션 놀린 홀드: 김민수, 벤자민 |   |   |   |   |   |   |   |   |   |   |   |   |   |

- 시구 : 곽영붕, 장유순 (현·전직 수원시 야구·소프트볼협회장) / 시포 : 박상기, 선동욱 (프로야구 10구단 수원유치 시민연대 회원)
- 1차전 MVP : kt 배정대 - 3타수 2안타 1볼넷 3타점(8회말 쐐기 3타점 2루타)

1차전에서 kt는 소형준, KIA는 션 놀린이 각각 선발 등판했다. 1회와 2회 양 팀의 선발이 좋은 내용으로 출발했으나 kt가 3회말 공격에서 배정대의 볼넷, 박경수의 희생번트와 심우준의 안타로 맞이한 1사 1,2루 찬스에서 조용호가 우익수 키를 넘기는 2타점 2루타를 터뜨리며 선취 득점에 성공했고, 2루 주자가 된 조용호는 2사에서 알포드가 안타로 출루할 때 KIA 우익수 나성범이 뒤로 빠뜨려 3루까지 진루시키는 실책을 저지른 사이 득점하며 3점을 뽑아냈다. KIA는 파노니를 투입시켜 불을 끈 후 4회초 공격에서 류지혁의 2루타와 1사 후 나성범의 안타로 1,3루 찬스를 잡았고 소크라테스의 적시타로 추격을 시작했다. 5회초에는 2사 2루에서 이창진의 1루 땅볼 때 kt 투수 소형준의 실책을 틈타 2루 주자였던 박찬호가 홈까지 들어오며 1점 차까지 쫒아오는데 성공했다. 이후 KIA에서 파노니, 전상현, 이준영을 투입시켰고, kt는 5.1이닝 2실점(1자책)을 기록한 소형준 이후에 김민수와 벤자민의 호투로 소강 상태를 보였던 경기는 kt가 8회말 KIA 이의리로부터 볼넷 3개를 얻어내 만들어진 2사 만루에서 배정대가 바뀐 투수 장현식으로부터 3타점 싹쓸이 2루타를 쳐 내 4점 차로 점수차를 벌리며 사실상 경기의 쐐기를 박았다. 이후 9회초에서 김재윤이 무실점으로 경기를 매조지한 kt는 1차전에서 와일드카드 결정전을 끝내고 준플레이오프에 진출했다.

## 준플레이오프

### 출장자 명단
| 팀            | 선수 명단 |
| 키움 히어로즈 | - 감독 - 홍원기 - 코치 - 김창현, 박재상, 오윤, 김일경, 강병식, 노병오, 박정배, 김지수, 박도현 - 투수 - 애플러, 김태훈, 최원태, 정찬헌, 김재웅, 김성진, 양현, 안우진, 요키시, 이승호, 김선기, 김동혁, 한현희, 윤정현 - 포수 - 김재현, 이지영 - 내야수 - 김웅빈, 김혜성, 신준우, 전병우, 송성문, 김태진, 김휘집 - 외야수 - 김준완, 이용규, 박준태, 임지열, 박찬혁, 이정후, 푸이그   |
| kt 위즈       | - 감독 - 이강철 - 코치 - 김태균, 김강, 장재중, 박기혁, 김태한, 제춘모, 최만호, 김연훈, 조중근 - 투수 - 고영표, 김민, 이채호, 엄상백, 배제성, 김민수, 소형준, 심재민, 주권, 데스파이네, 벤자민, 박영현, 김재윤 - 포수 - 장성우, 김준태 - 내야수 - 심우준, 권동진, 오윤석, 박경수, 신본기, 황재균, 강백호, 박병호 - 외야수 - 홍현빈, 송민섭, 조용호, 문상철, 알포드, 배정대, 김민혁 |

### 경기 기록
| 일시                                                              | 경기  | 원정팀(선공)  | 스코어 | 홈팀(후공)    | 개최 구장      | 개시 시각 | 관중수   | 경기 MVP               |
| ----------------------------------------------------------------- | ----- | ------------- | ------ | ------------- | -------------- | --------- | -------- | ---------------------- |
| 10월 16일(일)                                                     | 1차전 | kt 위즈       | 4 - 8  | 키움 히어로즈 | 고척스카이돔   | 14시 00분 | 15,018명 | 송성문 (키움 히어로즈) |
| 10월 17일(월)                                                     | 2차전 | kt 위즈       | 2 - 0  | 키움 히어로즈 | 고척스카이돔   | 18시 30분 | 9,282명  | 벤자민 (kt 위즈)       |
| 10월 19일(수)                                                     | 3차전 | 키움 히어로즈 | 9 - 2  | kt 위즈       | 수원KT위즈파크 | 18시 30분 | 9,791명  | 푸이그 (키움 히어로즈) |
| 10월 20일(목)                                                     | 4차전 | 키움 히어로즈 | 6 - 9  | kt 위즈       | 수원KT위즈파크 | 18시 30분 | 8,464명  | 박병호 (kt 위즈)       |
| 10월 22일(토)                                                     | 5차전 | kt 위즈       | 3 - 4  | 키움 히어로즈 | 고척스카이돔   | 14시 00분 | 13,028명 | 송성문 (키움 히어로즈) |
| 승리팀 : 키움 히어로즈, 준플레이오프 MVP : 안우진 (키움 히어로즈) |       |               |        |               |                |           |          |                        |

### 1차전
2022년 10월 16일 - 고척스카이돔
| 팀 | 1 | 2 | 3 | 4 | 5 | 6 | 7 | 8 | 9 | R | H  | E | B |
| kt 위즈 | 0 | 0 | 0 | 0 | 0 | 0 | 3 | 1 | 0 | 4 | 8  | 0 | 3 |
| 키움 히어로즈 ◄ | 1 | 1 | 1 | 0 | 0 | 1 | 0 | 4 | X | 8 | 12 | 0 | 3 |
| 승리 투수: 양현 패전 투수: 김민수 홀드: 최원태 홈런: kt – 박병호 (김태훈 상대 7회 1점) 키움 – 임지열 (김재윤 상대 8회 2점) |   |   |   |   |   |   |   |   |   |   |    |   |   |

- 시구 : 배우 하도권
- 1차전 MVP : 키움 송성문 - 2타수 1안타 2타점 1득점(8회말 결승 1타점 적시타)
  - kt 박병호, 준플레이오프 통산 최다 루타 신기록 (47개), 최다 홈런 신기록 (9개), 타점 신기록 (17개)

1차전에서 키움은 안우진, kt는 엄상백이 각각 선발 등판했다. 6회까지는 키움의 분위기로 경기가 전개됐다. 키움은 1회말 김준완의 2루타와 이용규의 희생번트로 만들어진 1사 3루 상황에서 이정후의 땅볼 타점으로 선취점을 낸 데 이어 2회말 무사 1,3루에서 이지영의 땅볼 타점, 3회말 2사 2루에서 푸이그의 적시타, 6회말 1사 만루에서 송성문의 희생플라이로 4:0 리드를 잡았고 마운드에선 선발 안우진이 6회까지 탈삼진 9개를 잡아내는 위력적인 피칭으로 kt 타선을 압도했다. 하지만 kt는 안우진이 내려간 7회부터 반격을 시작했다. kt는 7회초 공격에서 박병호가 바뀐 투수 김태훈으로부터 1점 홈런을 터뜨린데 이어 1사 1,2루에서 최원태를 상대로 심우준의 2타점 2루타로 한 점차까지 추격에 성공했다. 그리고 8회초 2사 1,2루에서 강백호가 양현으로부터 동점 적시타를 터뜨리며 승부를 원점으로 돌렸다. 그러나 동점 상황은 오래가지 않았고 경기는 8회말에 승부가 갈렸다. 8회말 키움은 kt의 세 번째 투수 김민수로부터 1사 후 이지영의 안타와 김휘집의 볼넷으로 맞은 1,2루 찬스에서 송성문이 적시타를 터뜨리며 다시 리드를 잡은데 이어 바뀐 투수 김재윤을 상대로 1사 1,3루에서 김준완의 희생플라이 그리고 임지열이 2점 홈런을 쳐 내며 쐐기를 박았다. 키움은 김재웅이 9회초 공격을 삼자범퇴로 정리하고 준플레이오프 1차전을 기선제압하는데 성공했다.

### 2차전
2022년 10월 17일 - 고척스카이돔
| 팀                                                 | 1 | 2 | 3 | 4 | 5 | 6 | 7 | 8 | 9 | R | H | E | B |
| kt 위즈 ◄                                          | 2 | 0 | 0 | 0 | 0 | 0 | 0 | 0 | 0 | 2 | 7 | 0 | 6 |
| 키움 히어로즈                                      | 0 | 0 | 0 | 0 | 0 | 0 | 0 | 0 | 0 | 0 | 5 | 1 | 1 |
| 승리 투수: 벤자민 패전 투수: 요키시 세이브: 박영현 |   |   |   |   |   |   |   |   |   |   |   |   |   |

- 시구 : 가수 솔지 (EXID)
- 2차전 MVP : kt 벤자민 - 7이닝 5피안타 1사사구 9탈삼진 무실점 (투구수 100개)
  - 키움 이정후, 포스트시즌 최다 연속 경기 안타 신기록 (15경기)
  - kt 박병호, 준플레이오프 최다 연속 경기 타점 신기록 (6경기)
  - kt 박영현, 포스트시즌 최연소 세이브 신기록 (만 19세 6일)

2차전에서 키움은 요키시, kt는 벤자민이 각각 선발 등판했다. 두 외국인 좌완 투수 간의 맞대결이 펼쳐진 2차전에서 kt가 1회부터 선취점을 뽑아냈다. kt는 1회초 공격에서 배정대의 안타와 1사 후 알포드의 볼넷으로 만들어진 1,2루 상황에서 박병호가 선취점을 안겨주는 적시타를 뽑아냈고, 2사 후 강백호의 적시타가 터지며 2점을 뽑아냈다. 이 2득점 이후로는 득점이 나오지 않았다. kt는 1회 2득점 이후 추가점 찬스를 살리지 못했고, 키움은 4회와 7회에 맞이한 1,2루 찬스를 살리지 못했다. 키움 선발 요키시는 1회 2실점 이후 실점없이 막아내며 6이닝 6피안타 3사사구 4탈삼진 2실점, kt의 선발 벤자민은 와일드카드 결정전 1차전에서 1이닝 3탈삼진을 기록한 이후 4일 만의 등판에서 키움 타선을 7회까지 5피안타 1사사구 9탈삼진 무실점으로 호투를 한 가운데 kt가 2:0으로 앞선 스코어가 9회까지 그대로 유지되었다. kt는 벤자민에 이어 박영현이 8회말과 9회말 남은 2이닝을 완벽하게 무실점으로 마무리 짓고, 1회에 뽑은 2점을 지켜내며 시리즈를 1승 1패 원점으로 돌려놨다.

### 3차전
2022년 10월 19일 - 수원KT위즈파크
| 팀                                                                                   | 1 | 2 | 3 | 4 | 5 | 6 | 7 | 8 | 9 | R | H  | E | B |
| 키움 히어로즈 ◄                                                                      | 3 | 0 | 2 | 3 | 1 | 0 | 0 | 0 | 0 | 9 | 16 | 3 | 3 |
| kt 위즈                                                                              | 0 | 0 | 1 | 0 | 0 | 0 | 0 | 0 | 1 | 2 | 9  | 1 | 1 |
| 승리 투수: 타일러 애플러 패전 투수: 고영표 홈런: 키움 – 푸이그 (고영표 상대 1회 3점) |   |   |   |   |   |   |   |   |   |   |    |   |   |

- 시구 : 빅 / 시타 : 또리 (kt 위즈 마스코트)
- 3차전 MVP : 키움 푸이그 - 3타수 2안타(1홈런) 4타점 (1회초 결승 3점 홈런)
  - 키움 이정후, 포스트시즌 최다 연속 경기 안타 신기록 (16경기)

3차전에서 kt는 고영표, 키움은 애플러가 각각 선발 등판했다. 3차전은 경기 초반부터 키움 쪽으로 기울어졌다. 키움은 1회초 2사 후 이정후와 김혜성의 연속 안타로 맞은 1,2루 찬스에서 푸이그가 왼쪽 담장을 넘기는 3점 홈런을 쳐 내며 선취점을 뽑는데 성공했다. 여기에 3회초에는 1사 1루에서 김혜성이 2루타로 추가점을 안겨주며 고영표를 강판시켰다. 이 때 kt 중견수 배정대가 타구를 뒤로 빠트리는 실책을 저지른 틈을 타 3루까지 간 김혜성은 바뀐 투수 데스파이네로부터 때려낸 푸이그의 적시타로 득점에 성공했다. kt는 3회말 공격에서 배정대가 키움 유격수 신준우의 실책으로 출루하고, 강백호의 1타점 2루타로 추격을 시작했지만 점수를 더 이상 뽑지 못한 가운데 키움은 4회초 공격에서 이지영의 2루타, 신준우의 대타로 나온 김웅빈의 안타, 송성문의 볼넷으로 무사 만루 찬스를 잡았고 여기서 김준완의 2타점 적시타, 희생번트와 이정후의 고의사구로 만들어진 1사 만루에서 김혜성의 땅볼 타점으로 총 3점을 추가하였다. 5회초에는 2사 후 김휘집, 송성문, 김준완(1타점)의 3타자 연속 안타로 1점을 더 추가했다. kt는 3회 1득점 후 9회말 무사 1,3루에서 신본기의 땅볼 타점으로 1점을 추가하는데 그쳤다. 키움은 선발 애플러의 5이닝 비자책 1실점 호투와 타선의 응집력으로 3차전에서 완승을 거두고 플레이오프 진출에 단 1승만을 남겨두게 되었다.

### 4차전
2022년 10월 20일 - 수원KT위즈파크
| 팀 | 1 | 2 | 3 | 4 | 5 | 6 | 7 | 8 | 9 | R | H  | E | B |
| 키움 히어로즈 | 1 | 0 | 1 | 0 | 0 | 0 | 2 | 2 | 0 | 6 | 10 | 1 | 2 |
| kt 위즈 ◄ | 0 | 0 | 1 | 0 | 2 | 2 | 3 | 1 | X | 9 | 15 | 2 | 4 |
| 승리 투수: 소형준 패전 투수: 한현희 세이브: 김재윤 홀드: 박영현 홈런: 키움 – 김휘집 (박영현 상대 8회 2점) kt – 강백호 (한현희 상대 3회 1점) |   |   |   |   |   |   |   |   |   |   |    |   |   |

- 시구 : 오성영 / 시타 : 임채환 (수원 무예24기 시범단 상임 단원)
- 4차전 MVP : kt 박병호 - 5타수 4안타 1타점(5회말 결승 1타점 적시타)
  - kt 박병호, 준플레이오프 통산 타점 신기록 (19개)
  - 키움 이정후, 포스트시즌 최다 연속 경기 안타 신기록 (17경기)

4차전에서 kt는 소형준, 키움은 정찬헌이 각각 선발 등판했다. 선취점은 키움이 먼저 뽑았다. 키움은 1회초 1사 1루에서 이정후가 우중간을 가르는 1타점 2루타로 선취점에 성공했고 3회초에는 1사 1,3루에서 김혜성의 타구를 kt 2루수 오윤석이 송구 실책을 범한 틈을 타 김준완이 득점하며 경기 초반 2:0으로 앞서 나갔다. 하지만 벼랑 끝에 몰린 kt의 반격이 매서웠다. kt는 3회말 공격에서 강백호가 키움의 두 번째 투수 한현희에게 1점 홈런을 쳐 내며 추격을 시작했고, 5회말엔 배정대의 2루타와 강백호의 고의사구로 만들어진 2사 1,2루에서 알포드의 동점 적시타로 한현희를 강판시킨 뒤, 뒤이어 올라온 최원태를 상대로 박병호가 역전 적시타를 터뜨리며 전세를 뒤집었다. 6회말에는 1사 2루에서 심우준의 1타점 2루타와 배정대의 적시타로 2득점을 추가했다. kt는 소형준이 6이닝 2실점으로 호투한 뒤 김민수를 올렸지만 키움이 무사 1,2루에서 김준완의 적시타로 김민수를 강판시켰고, 박영현을 상대로 1사 1,3루에서 이정후의 희생플라이로 2점을 추격했다. 그러자 kt는 7회말 무사 1,2루에서 황재균의 2타점 2루타, 송민섭의 적시타로 4점 차까지 달아났다. 키움은 8회초 2사 1루에서 김휘집의 2점 홈런으로 2점 차까지 다시 추격했지만 8회말 1사 1,2루에서 장성우의 타구를 3루수 송성문이 3루 베이스를 밟고 1루로 송구해 병살을 시도하는 과정에서 1루 주자가 득점하는 치명적인 송구 실책을 저질러 kt에게 추가점을 헌납하고 말았다. kt는 8회초 2사부터 올라온 마무리 김재윤이 9회초까지 무실점으로 마무리 짓고 벼랑 끝에서 기사회생하며 준플레이오프는 결국 최종 5차전까지 가게 됐다.

### 5차전
2022년 10월 22일 - 고척스카이돔
| 팀 | 1 | 2 | 3 | 4 | 5 | 6 | 7 | 8 | 9 | R | H | E | B |
| kt 위즈 | 1 | 0 | 1 | 0 | 0 | 0 | 0 | 1 | 0 | 3 | 9 | 0 | 0 |
| 키움 히어로즈 ◄ | 0 | 1 | 0 | 2 | 1 | 0 | 0 | 0 | X | 4 | 9 | 1 | 3 |
| 승리 투수: 안우진 패전 투수: 벤자민 세이브: 김재웅 홀드: 요키시, 양현 홈런: kt – 알포드 (안우진 상대 3회 1점) 키움 – 송성문 (벤자민 상대 4회 2점) |   |   |   |   |   |   |   |   |   |   |   |   |   |

- 시구 : 송선 (트라이비 멤버) / 시타 : 켈리 (트라이비 멤버)
- 5차전 MVP : 키움 송성문 - 3타수 1안타(1홈런) 2타점 1득점 (4회말 결승 2점 홈런)
  - 키움 안우진, 준플레이오프 통산 최다 승리 신기록 (3승), 최다 탈삼진 신기록 (30개)

5차전에서 키움은 안우진, kt는 벤자민이 각각 선발 등판했다. 양 팀은 5차전답게 치열한 접전을 펼쳤다. 선취점은 kt가 먼저 뽑았다. kt는 1회초 1사 2루에서 알포드가 우중간을 가르는 적시 2루타로 선취 득점에 성공했고 키움은 2회말 2사 3루에서 전병우가 1타점 3루타로 경기를 원점으로 돌렸다. kt는 3회말 2사에서 알포드가 1점 홈런을 쳐 내며 리드를 잡았다. 하지만 키움이 4회말 공격에서 선두타자 이지영이 2루타로 출루했고, 2사 2루에서 송성문이 오른쪽 담장을 넘기는 역전 2점 홈런을 쳐 내며 경기 분위기를 단숨에 바꿨다. 그리고 5회말 1사 만루 상황에서kt 선발 벤자민의 폭투로 추가 득점에 성공했다. kt는 5회말 폭투로 실점한 이후 2,3루로 바뀐 상황에서 이지영의 뜬공 때 배정대의 홈 어시스트로 3루 주자를 잡아내며 추가 실점을 막았고, 8회초에는 2사 2루에서 장성우의 1타점 2루타로 한 점차까지 추격에 성공하며 마지막 기회를 노렸지만 더 이상 추격을 하지 못했다. 키움은 8회초 2사 1,3루 상황을 막아낸 마무리 투수 김재웅이 9회초 마지막 타자 배정대를 삼진으로 처리하며 시리즈를 마무리했고, 선발 안우진의 호투와 요키시까지 투입시킨 끝에 시리즈 전적 3승 2패를 기록하며 플레이오프에 진출했다.
- 준플레이오프 MVP : 키움 안우진 - 2경기 1승, 12이닝 10피안타(1피홈런) 1사사구 17탈삼진 2실점(ERA 1.50)

## 플레이오프

### 출장자 명단
- 준플레이오프 승자 키움 히어로즈는 한현희와 정찬헌을 엔트리에서 제외시키고, 이영준과 이명종을 합류시켰다.

| 팀            | 선수 명단 |
| LG 트윈스     | - 감독 - 류지현 - 코치 - 황병일, 이호준, 김민호, 경헌호, 조인성, 김호, 김우석, 모창민, 김광삼 - 투수 - 임찬규, 켈리, 최동환, 정우영, 고우석, 진해수, 이민호, 이정용, 이우찬, 김진성, 플럿코, 최성훈, 김윤식, 김대유 - 포수 - 김기연, 유강남, 허도환 - 내야수 - 이영빈, 이상호, 오지환, 서건창, 김민성, 문보경, 채은성 - 외야수 - 문성주, 박해민, 김현수, 이형종, 홍창기, 이재원 |
| 키움 히어로즈 | - 감독 - 홍원기 - 코치 - 김창현, 박재상, 오윤, 김일경, 강병식, 노병오, 박정배, 김지수, 박도현 - 투수 - 애플러, 김태훈, 최원태, 김재웅, 김성진, 양현, 안우진, 요키시, 이승호, 김선기, 김동혁, 이영준, 이명종, 윤정현 - 포수 - 김재현, 이지영 - 내야수 - 김웅빈, 김혜성, 신준우, 전병우, 송성문, 김태진, 김휘집 - 외야수 - 김준완, 이용규, 박준태, 임지열, 박찬혁, 이정후, 푸이그 |

### 경기 기록
| 일시                                                            | 경기  | 원정팀(선공)  | 스코어 | 홈팀(후공)    | 개최 구장             | 개시 시각 | 관중수          | 경기 MVP               |
| --------------------------------------------------------------- | ----- | ------------- | ------ | ------------- | --------------------- | --------- | --------------- | ---------------------- |
| 10월 24일(월)                                                   | 1차전 | 키움 히어로즈 | 3 - 6  | LG 트윈스     | 서울종합운동장 야구장 | 18시 30분 | 23,750명 (매진) | 켈리 (LG 트윈스)       |
| 10월 25일(화)                                                   | 2차전 | 키움 히어로즈 | 7 - 6  | LG 트윈스     | 서울종합운동장 야구장 | 18시 30분 | 23,750명 (매진) | 이용규 (키움 히어로즈) |
| 10월 27일(목)                                                   | 3차전 | LG 트윈스     | 4 - 6  | 키움 히어로즈 | 고척스카이돔          | 18시 30분 | 16,300명 (매진) | 임지열 (키움 히어로즈) |
| 10월 28일(금)                                                   | 4차전 | LG 트윈스     | 1 - 4  | 키움 히어로즈 | 고척스카이돔          | 18시 30분 | 16,300명 (매진) | 푸이그 (키움 히어로즈) |
| 승리팀 : 키움 히어로즈, 플레이오프 MVP : 이정후 (키움 히어로즈) |       |               |        |               |                       |           |                 |                        |

### 1차전
2022년 10월 24일 - 서울종합운동장 야구장
| 팀 | 1 | 2 | 3 | 4 | 5 | 6 | 7 | 8 | 9 | R | H | E | B |
| 키움 히어로즈                                                                                         | 0 | 0 | 0 | 0 | 0 | 2 | 0 | 1 | 0 | 3 | 7 | 4 | 2 |
| LG 트윈스 ◄                                                                                           | 0 | 1 | 3 | 0 | 0 | 2 | 0 | 0 | X | 6 | 8 | 0 | 1 |
| 승리 투수: 켈리 패전 투수: 애플러 세이브: 고우석 홀드: 정우영 홈런: 키움 – 푸이그 (켈리 상대 6회 2점) |   |   |   |   |   |   |   |   |   |   |   |   |   |

- 시구 : 배우 박성웅
- 1차전 MVP : LG 켈리 - 6이닝 6피안타(1피홈런) 1사사구 2실점 (투구수 95개)

1차전에서 LG는 켈리, 키움은 애플러가 각각 선발 등판했다. 1차전에서는 수비에서 승패가 갈렸다. 첫 점수는 2회말 1사 1,2루에서 LG 유강남의 내야 땅볼 때 키움 2루수 김혜성이 직접 베이스를 밟고 1루로 송구하려는 과정에서 악송구를 저질러 2루 주자가 득점해 LG에서 점수가 나왔다. 선취점을 얻어낸 LG는 3회말 내야 안타로 출루한 홍창기가 박해민의 좌익수 뜬공 때 2루로 진루해 김현수의 적시타로 득점했고, 이후 채은성의 안타와 오지환의 땅볼로 선행주자가 아웃된 2사 1,3루에서 키움 유격수 김휘집이 문보경의 뜬공을 놓치는 포구 실책을 범하며 김현수가 득점한데 이어 키움 중견수 이정후가 송구 실책을 저질러 1루 주자 오지환이 득점해 3회에만 3득점을 가져갔다. 키움은 6회초 2사 1루에서 나온 푸이그의 2점 홈런으로 추격을 시작했지만 LG가 6회말 1사 3루에서 문성주의 타구 때 키움 1루수 김태진의 야수 선택으로 오지환이 득점했고, 2사 2루에서 서건창이 적시타를 쳐내며 2점을 더 챙겼다. 키움은 8회초 1사 2,3루에서 김혜성의 희생 플라이로 3점 차까지 좁혔으나 더 이상 점수를 뽑지 못했다. 키움은 이 날 4개의 실책과 이지영의 포일 등 수비에서 불안한 모습을 보인 반면 LG는 안정된 수비력을 보여주었다. 경기는 9회초 LG 마무리 고우석이 삼자범퇴로 마무리하며 플레이오프 1차전은 LG가 가져가게 됐다.

### 2차전
2022년 10월 25일 - 서울종합운동장 야구장
| 팀                                                                            | 1 | 2 | 3 | 4 | 5 | 6 | 7 | 8 | 9 | R | H  | E | B |
| 키움 히어로즈 ◄                                                               | 1 | 5 | 0 | 1 | 0 | 0 | 0 | 0 | 0 | 7 | 16 | 2 | 5 |
| LG 트윈스                                                                     | 0 | 0 | 2 | 0 | 4 | 0 | 0 | 0 | 0 | 6 | 9  | 1 | 6 |
| 승리 투수: 이영준 패전 투수: 플럿코 세이브: 김재웅 홀드: 양현, 최원태, 김동혁 |   |   |   |   |   |   |   |   |   |   |    |   |   |

- 시구 : 배우 이종혁
- 2차전 MVP : 키움 이용규 - 4타수 2안타 2타점 2득점

2차전에서 LG는 플럿코, 키움은 요키시가 각각 선발 등판했다. 2차전의 선취점은 키움이 먼저 뽑았다. 키움은 1회초 1사 1,3루 김혜성의 타석에서 포수 유강남의 패스트볼로 3루 주자가 홈으로 들어오면서 1점을 얻어냈다. 2회초에는 10명의 타자가 등장해 6개 안타와 1개의 볼넷, 유강남의 송구 실책 등으로 대거 5점을 뽑아내며 LG 선발 플럿코를 강판시켰다. 홈팀 LG의 반격도 만만치 않았다. LG는 3회말 1사 1,2루 상황에서 채은성의 1타점 2루타에 이어 키움 좌익수 김준완의 수비 실책으로 인한 추가 득점이 나오는 등 2득점을 뽑으며 추격을 시작했다. 키움이 4회초 2사 3루에서 김혜성의 적시타로 1점을 더 달아났지만, LG는 5회말 무사 2루에서 김현수의 적시타로 1점을 냈고 채은성의 투수 땅볼 때 키움 투수 요키시가 송구 실책을 저질러 무사 2,3루 찬스까지 잡았다. 그리고 요키시를 내리고 양현으로 투수를 바꾼 가운데 오지환의 희생플라이로 1점을 추가한 이후 양현의 3타자 연속 볼넷으로 얻은 밀어내기 1득점, 바뀐 투수 이영준을 상대로 이재원의 희생플라이까지 더해 총 4점을 얻어내며 1점 차 승부로 만들었다. LG는 정우영, 이정용, 고우석까지 투입 시키며 기회를 노렸고 9회말에는 키움 마무리 김재웅을 상대로 채은성이 볼넷을 얻었으나 오지환이 초구 뜬공, 문보경이 4-6-3 병살타로 물러나 동점과 역전에 실패하며 경기가 끝났다. 결국, 2차전은 키움이 1점 차를 지켜내며 시리즈를 원점으로 맞췄다.

### 3차전
2022년 10월 27일 - 고척스카이돔
| 팀 | 1 | 2 | 3 | 4 | 5 | 6 | 7 | 8 | 9 | R | H | E | B |
| LG 트윈스 | 0 | 1 | 1 | 0 | 0 | 0 | 2 | 0 | 0 | 4 | 9 | 0 | 2 |
| 키움 히어로즈 ◄ | 0 | 0 | 0 | 0 | 0 | 3 | 3 | 0 | X | 6 | 9 | 1 | 2 |
| 승리 투수: 김동혁 패전 투수: 이정용 세이브: 김재웅 홈런: LG – 채은성 (안우진 상대 3회 1점) 키움 – 임지열 (이정용 상대 7회 2점), 이정후 (이정용 상대 7회 1점) |   |   |   |   |   |   |   |   |   |   |   |   |   |

- 시구 : 배우 봉태규
- 3차전 MVP : 키움 임지열 - 1타수 1안타(1홈런) 2타점 1득점 (7회말 대타 출전, 결승 2점 홈런)
  - 키움 임지열, 포스트시즌 역대 24번째 대타 홈런 (PO 8번째)
  - 키움 임지열 - 이정후, 포스트시즌 역대 26번째 연속 타자 홈런 (PO 11번째)

3차전에서 키움은 안우진, LG는 김윤식이 각각 선발 등판했다. 6회까지 경기는 LG의 분위기로 전개되고 있었다. LG는 2회초 무사 상황에서 오지환의 2루타와 문보경의 적시타로 선취점, 3회초에는 2사에서 채은성의 1점 홈런으로 앞서 나갔고 마운드에서는 선발 투수 김윤식이 5회까지 무실점으로 키움의 타선을 틀어막고 있었다. 하지만 경기의 양상은 6회말부터 달라지기 시작했다. 6회말 키움은 선두타자 송성문이 안타로 출루했고, 연속된 내야 땅볼로 2사 3루가 된 가운데 LG가 선발 김윤식을 내리고 투수를 진해수로 바꿨고 이정후의 몸에 맞는 공으로 맞이한 1,3루 상황에서 김혜성의 1타점 2루타로 추격을 시작해 푸이그가 다시 바뀐 투수 정우영에게 내야 안타를 뽑아내며 동점, 김태진이 적시타를 터트리며 경기를 뒤집었다. LG는 7회초 키움 투수 이승호로부터 서건창의 안타와 허도환의 볼넷으로 무사 1,2루 찬스를 잡았고, 후속 투수 김동혁의 폭투로 맞이한 무사 2,3루 상황에서 박해민과 문성주의 연속 내야 땅볼 타점으로 재역전에 성공했으나, 키움이 7회말 2사에서 김준완이 김대유를 상대로 내야 안타로 출루한 가운데 바뀐 투수 이정용을 상대로 이용규의 대타로 타석에 들어선 임지열이 2점 홈런을 터트린데 이어 이정후가 백투백 홈런을 작렬시키며 또 다시 경기를 뒤집었다. 그리고 8회초에는 마무리 김재웅이 무사 1,2루 위기에서 문보경의 번트 타구를 다이빙 캐치를 한 뒤 2루로 송구해 더블 플레이에 성공하여 위기를 벗어나게 되면서 키움이 3차전 승기를 완벽하게 가져왔다. 키움은 마무리 김재웅이 9회초까지 무실점으로 매조지하며 3차전을 승리, 한국시리즈 진출까지 단 1승만을 남겨놓게 됐다.

### 4차전
2022년 10월 28일 - 고척스카이돔
| 팀 | 1 | 2 | 3 | 4 | 5 | 6 | 7 | 8 | 9 | R | H | E | B |
| LG 트윈스 | 1 | 0 | 0 | 0 | 0 | 0 | 0 | 0 | 0 | 1 | 9 | 1 | 1 |
| 키움 히어로즈 ◄                                                                                               | 1 | 0 | 1 | 0 | 0 | 0 | 2 | 0 | X | 4 | 9 | 0 | 4 |
| 승리 투수: 애플러 패전 투수: 켈리 세이브: 김재웅 홀드: 최원태, 김동혁 홈런: 키움 – 푸이그 (켈리 상대 3회 1점) |   |   |   |   |   |   |   |   |   |   |   |   |   |

- 시구 : 가수 초아
- 4차전 MVP : 키움 푸이그 - 2타수 2안타 2타점 1득점(3회말 결승 1점 홈런)

4차전에서 키움은 애플러, LG는 켈리가 각각 선발 등판했다. 1회 양 팀이 한 점씩 주고 받았다. LG가 1회초 1사 후 박해민, 김현수, 채은성(1타점)의 3연속 안타로 선취점을 뽑자 키움이 곧바로 1회말 1사 후 박준태, 이정후, 김혜성(1타점)의 3연속 안타로 동점을 맞췄다. 양 팀 모두 1회에 똑같이 1사 후 3연속 안타로 점수를 낸 이후 나온 추가점을 뽑지 못하다가 키움이 3회말 2사 상황에서 푸이그가 켈리를 상대로 1점 홈런을 작렬시키며 앞서나가기 시작했다. 양 팀 선발은 1차전 등판 이후 3일 휴식 뒤 등판이었으나 LG 선발 켈리는 5이닝 2실점으로 준수한 투구를 보여주었으며, 키움 선발 애플러는 6이닝 1실점으로 퀄리티 스타트를 기록하고 내려갔다. 경기의 분위기가 넘어가기 시작한 것은 7회말이었다. 키움은 LG의 세 번째 투수 정우영에게 이용규가 볼넷, 이정후가 정우영의 투수 실책으로 출루해 무사 1,2루 찬스를 잡았다. 이후 김혜성의 땅볼로 1사 1,3루가 된 상황에서 푸이그가 부러진 배트로 적시타를 때려내어 1득점을 추가하며 정우영을 강판시켰고, 뒤이어 올라온 고우석을 상대로 푸이그의 도루로 만들어진 1사 2,3루에서 김태진의 적시타로 키움이 1득점을 더 추가해 3점 차까지 달아나는데 성공했다. LG는 8회초 키움의 두 번째 투수 최원태로부터 1사 1,3루 찬스를 잡았으나 바뀐 투수 김동혁에게 채은성이 병살타를 치면서 키움에게 분위기를 완전히 넘겨주고 말았다. 그리고 9회초 키움의 마무리 투수 김재웅이 무실점으로 이닝을 끝내며 키움 히어로즈가 시리즈 전적 3승 1패로 2019년 이후 3년만에 한국시리즈로 진출했다.
- 플레이오프 MVP : 키움 이정후 - 16타수 8안타 1홈런 2타점 3득점 1도루 (타율 .500)

## 중계 일정
2022년 KBO 포스트시즌은 다음과 같은 방송사로부터 중계방송됐다.

### TV 중계

#### 와일드카드 결정전
1차전
- SBS (캐스터 : 정우영 / 해설 : 이순철, 이승엽)

#### 준플레이오프
1차전
- MBC (캐스터 : 김나진 / 해설 : 이상훈, 박재홍)

2차전
- KBS2 (캐스터 : 강승화 / 해설 : 박용택)

3차전
- SPOTV, SPOTV2 (현장 제작 - 캐스터 : 김민수 / 해설 : 김재현)
- KBS N 스포츠 (캐스터 : 권성욱 / 해설 : 박용택)
- SBS 스포츠 (캐스터 : 정우영 / 해설 : 이순철, 이동현)
- MBC 스포츠플러스 (캐스터 : 한명재 / 해설 : 김선우)

4차전
- KBS N 스포츠 (현장 제작 - 캐스터 : 권성욱 / 해설 : 박용택)
- SBS 스포츠 (캐스터 : 정우영 / 해설 : 이종열)
- SPOTV, SPOTV2 (캐스터 : 김민수 / 해설 : 김재현)
- MBC 스포츠플러스 (캐스터 : 한명재 / 해설 : 박재홍)

5차전
- SBS (캐스터 : 정우영 / 해설 : 이순철)

#### 플레이오프
1차전
- SPOTV, SPOTV2 (현장 제작 - 캐스터 : 김민수 / 해설 : 민훈기)
- KBS N 스포츠 (캐스터 : 이동근 / 해설 : 장성호)
- SBS 스포츠 (캐스터 : 정우영 / 해설 : 이순철, 김동수)
- MBC 스포츠플러스 (캐스터 : 한명재 / 해설 : 심재학, 박재홍)

2차전
- MBC (캐스터 : 김나진 / 해설 : 박재홍, 이상훈)

3차전
- KBS2 (캐스터 : 이광용 / 해설 : 박용택)

4차전
- SBS (캐스터 : 정우영 / 해설 : 이순철)

## 같이 보기
- 2022년 KBO 리그
- 2022년 한국시리즈